# Англо-иракска война
Англо-иракската война е война, водена през май 1941 година в Ирак между сили на Ирак и Тристранния пакт от една страна и войски на Съюзниците във Втората световна война от друга.
На 1 април 1941 година в Ирак е извършен военен преврат от антибританска група, водена от бившия министър-председател Рашид Али ал-Гайлани, като принц Абд ал-Илах, регент на малолетния крал Фейсал II, бяга при британците. На 1 май новото правителство напада британска военновъздушна база при Хабания, в отговор на което британците предприемат военни действия с подкрепата на привърженици на регента. Двете страни получават ограничена въздушна подкрепа – иракчаните от Германия и Италия, а британците – от Австралия, Нова Зеландия и Гърция. До края на месеца британците почти унищожават авиацията на противника, установяват контрол над страната и възстановяват властта на регента.